# Promenada (żegluga)

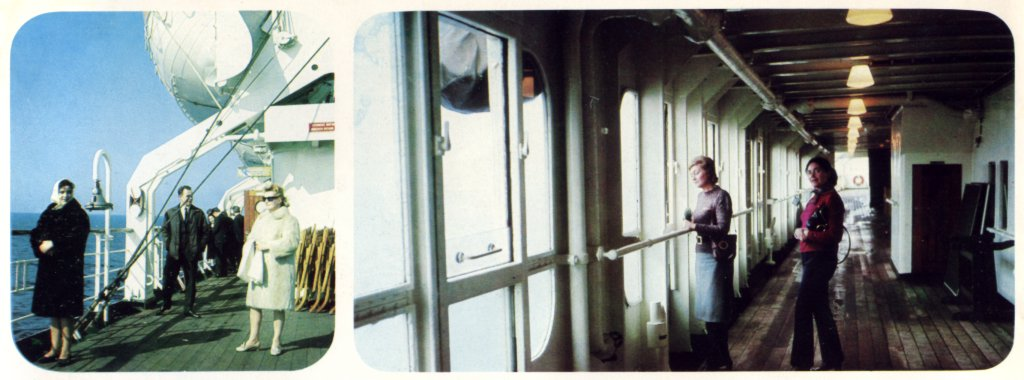
Promenady na Stefanie Batorym. Otwarta i osłonięta

Promenada – pokład statku przeznaczony do spacerów.